# 후종인대 골화증
후종인대 골화증(ossification of the posterior longitudinal ligament, OPLL)은 후종인대가 뼈처럼 단단하게 굳어지며 두꺼워지는 질환을 말한다. 척추 후종인대의 섬유화, 석회화 및 골화 과정으로 척추 경막을 침범할 수 있다. 

## 원인
유전적 요인과 환경적 요인이 발병에 중요한 역할을 하는 것으로 보인다. 

## 증상
- 무증상
- 목 부위 통증
- 신경 이상
- 압박감